# Teleocrater
Teleocrater là tên không chính thức được đặt cho một chi động vật bò sát cổ đại chưa được mô tả, ban đầu bị xem là một chi khủng long.